# Keblany
Keblany jsou malá vesnice, část obce Slavče v okrese České Budějovice v Jihočeském kraji. Nachází se asi dva kilometry severozápadě od Slavče. Je zde evidováno 45 adres. V roce 2011 zde trvale žilo 28 obyvatel.
Keblany jsou také název katastrálního území o rozloze 2,64 km².

## Historie
První písemná zmínka o vesnici pochází z roku 1360. V letech 1360–1386 patřila Filipovi z Keblan, po němž ji zdědil syn Bohuslav připomínaný roku 1397. Od počátku patnáctého století vesnici vlastnil vladycký rod Keblanských z Hvozdna. Prvním z nich byl roku 1414 Petr z Keblan a poslední mužští potomci rodu Volfgang a Mikuláš Keblanší vesnici drželi v letech 1589–1603. Jejich sestra Magdaléna Keblany s tvrzí, dvorem a pivovarem prodala roku 1615 Kristýně Boubínské z Újezda. Poslední zmínka o zdejší tvrzi pochází z roku 1636, kdy vesnici od Kristýny koupil Lambert Segrando z Tašberku.

## Přírodní poměry
Severně od vesnice leží přírodní památka Ďáblík.

## Obyvatelstvo
| Rok            | 1869 | 1880 | 1890 | 1900 | 1910 | 1921 | 1930 | 1950 | 1961 | 1970 | 1980 | 1991 | 2001 | 2011 | 2021 |
| -------------- | ---- | ---- | ---- | ---- | ---- | ---- | ---- | ---- | ---- | ---- | ---- | ---- | ---- | ---- | ---- |
| Počet obyvatel | 215  | 221  | 213  | 219  | 223  | 202  | 186  | 131  | 104  | 80   | 40   | 20   | 12   | 28   | 56   |
| Počet domů     | 38   | 40   | 44   | 44   | 46   | 46   | 49   | 47   | 47   | 28   | 25   | 18   | 40   | 41   | 42   |

## Obecní správa
Při sčítání lidu v letech 1850–1927 Keblany byly osadou obce Mohuřice v okrese České Budějovice (v letech 1850–1910 Budějovice). V letech 1927–1943 byly samostatnou obcí v okrese České Budějovice. V letech 1943–1945 byly osadou obce Slavče, ale v letech 1945–1960 byly uváděny znovu jako obec, se kterým patřily nejprve do okresu České Budějovice, ale v roce 1950 v okrese Trhové Sviny a od roku 1960 opět v okrese České Budějovice. Od 12. června 1960 do 13. června 1964 byly znovu osadou obce Mohuřice v okrese České Budějovice. Od 14. června 1964 jsou opět částí obce Slavče v okrese České Budějovice.

## Pamětihodnosti
- Boží muka